# Grammy Award de la meilleure prestation rap mélodique
Le Grammy Award de la meilleure prestation rap mélodique est décerné depuis 2002. Les années reflètent les années où les Grammy Awards sont remis, pour des disques sortis l'année précédente.
De 2002 à 2017, elle était décernée sous le nom Grammy Award de la meilleure collaboration rap/chant (Grammy Award for Best Rap/Sung Collaboration) et, de 2018 à 2020, sous le nom Grammy Award de la meilleure performance rap/chant (Grammy Award for Best Rap/Sung Performance)[réf. nécessaire].

## Années 2000
| Année | Gagnant                                      | Nommés |
| ----- | -------------------------------------------- | --- |
| 2002  | Eve et Gwen Stefani pour Let Me Blow Ya Mind | Ja Rule avec Case pour Livin' It Up Ludacris avec Nate Dogg pour Area Codes Mystic avec Planet Asia pour W Jagged Edge avec Nelly pour Where the Party At?                                                  |
| 2003  | Nelly et Kelly Rowland pour Dilemma          | Fat Joe avec Ashanti pour What's Luv Ja Rule avec Ashanti pour Always On Time Nappy Roots avec Anthony Hamilton pour Po' Folks Justin Timberlake avec Clipse pour Like I Love You                           |
| 2004  | Beyoncé Knowles et Jay-Z pour Crazy in Love  | Black Eyed Peas avec Justin Timberlake pour Where Is the Love LL Cool J avec Marc Dorsey pour Luv U Better Snoop Dogg avec Pharrell et Uncle Charlie Wilson pour Beautiful Pharrell avec Jay-Z pour Frontin |
| 2005  | Usher, Ludacris et Lil Jon pour Yeah!        | Kanye West avec Syleena Johnson pour All Falls Down Christina Milian avec Fabolous pour Dip It Low Jadakiss avec Anthony Hamilton pour Why Twista, Jamie Foxx et Kanye West pour Slow Jamz                  |
| 2006  | Linkin Park et Jay-Z pour Numb/Encore        | Gwen Stefani et Eve pour Rich Girl Destiny's Child, T.I. et Lil Wayne pour Soldier Common, John Legend, et Kanye West pour They Say Ciara avec Missy Elliott pour 1, 2 Step                                 |
| 2007  | Justin Timberlake et T.I. pour My Love       | Akon et Eminem pour Smack That Beyoncé et Jay-Z pour Déjà Vu Eminem et Nate Dogg pour Shake That Jamie Foxx et Ludacris pour Unpredictable                                                                  |
| 2008  | Rihanna et Jay-Z pour Umbrella               | Chris Brown et T-Pain pour Kiss Kiss Akon et Snoop Dogg pour I Wanna Love You Keyshia Cole, Lil' Kim et Missy Elliott pour Let It Go Kanye West et T-Pain pour Good Life                                    |
| 2009  | Estelle et Kanye West pour American Boy      | Flo Rida et T-Pain pour Low John Legend et Andre 3000 pour Green Light Lil Wayne et T-Pain pour Got Money Lupe Fiasco et Matthew Santos pour Superstar                                                      |

## Années 2010
| Année | Gagnant(s)                                                            | Nommés                                                                   |
| ----- | --------------------------------------------------------------------- | ------------------------------------------------------------------------ |
| 2010  | Jay-Z, Rihanna et Kanye West pour Run This Town                       | - T.I et Justin Timberlake pour Dead and Gone                            |
| 2011  | Jay-Z et Alicia Keys pour Empire State Of Mind                        | - John Legend, The Roots, Melanie Fiona et Common pour Wake Up Everybody |
| 2012  | Kanye West, Rihanna, Kid Cudi & Fergie pour All of the Lights         | - Kelly Rowland & Lil Wayne – "Motivation"                               |
| 2013  | Jay-Z, Kanye West, Frank Ocean & The-Dream pour No Church in the Wild | - Rihanna & Jay-Z – "Talk That Talk"                                     |
| 2014  | Jay-Z & Justin Timberlake pour Holy Grail                             | - Wiz Khalifa & The Weeknd – "Remember You"                              |
| 2015  | Eminem & Rihanna pour The Monster                                     | - Kanye West & Charlie Wilson – "Bound 2"                                |
| 2016  | Kendrick Lamar, Bilal, Anna Wise & Thundercat pour These Walls        | - Nicki Minaj, Drake, Lil Wayne & Chris Brown – "Only"                   |
| 2017  | Drake pour Hotline Bling                                              | - Kanye West & Rihanna – "Famous"                                        |
| 2018  | Kendrick Lamar & Rihanna pour Loyalty                                 | - SZA & Travis Scott – "Love Galore"                                     |
| 2019  | Childish Gambino pour This Is America                                 | - Post Malone & 21 Savage – "Rockstar"                                   |

## Années 2020
| Année | Gagnant(s)                                         | Nommés                                                                          |
| ----- | -------------------------------------------------- | ------------------------------------------------------------------------------- |
| 2020  | DJ Khaled, Nipsey Hussle & John Legend pour Higher | - Young Thug, J. Cole & Travis Scott – The London                               |
| 2021  | Anderson .Paak pour Lockdown                       | - Travis Scott pour Highest in the Room                                         |
| 2022  | Kanye West, The Weeknd & Lil Baby pour Hurricane   | - Tyler, The Creator, YoungBoy Never Broke Again & Ty Dolla Sign pour WusYaName |
| 2023  | Future, Drake & Tems pour Wait for U               | - Latto pour Big Energy                                                         |
| 2024  | Lil Durk & J. Cole pour All My Life                | - SZA pour Low                                                                  |

## Records de la catégorie
- Plus de victoires :

1. Jay-Z – 7 victoires
2. Rihanna, Kanye West - 5 victoires
3. Kendrick Lamar, Justin Timberlake, Krayzie Bone, Drake - 2 victoires

- Plus de nominations :

1. Kanye West - 15 nominations
2. Jay-Z - 12 nominations
3. Rihanna - 9 nominations
4. Beyoncé et Drake - 8 nominations
5. John Legend - 7 nominations
6. Kendrick Lamar - 6 nominations
7. J. Cole, Eminem, T-Pain, Justin Timberlake, Lil Wayne - 5 nominations

- Plus de nominations sans une victoire :

1. T-Pain – 5 nominations